# Buckshot
Kenyatta Blake (New York, 19 november 1974), beter bekend als Buckshot, is een Amerikaans rapper.

## Biografie
Buckshot is bekend als de leider van de hiphopsupergroep Boot Camp Clik, een groep die verder bestaat uit Heltah Skeltah, O.G.C. en Smif-N-Wessun. Ook is hij lid van de groep Black Moon, een groep die verder bestaat uit DJ Evil Dee en 5ft.

## Albums

### Solo
- The BDI Thug (1999)

### Met Black Moon
- Enta Da Stage (1993)
- War Zone (1999)
- Total Eclipse (2003)
- Alter The Chemistry (2006)

### Met Camp Clik
- For the People (1997)
- The Chosen Few (2002)
- The Last Stand (2006)
- Casualties of War (2007)

### Andere samenwerking
- Chemistry (2005) met 9th Wonder
- The Formula (2008) met 9th Wonder
- Survival Skills  (2009) met KRS-One
- The Solution (2012) met 9th Wonder
- Backpack Travels (2014) met P-Money[1]

- Library of Congress Control Number: no2009034586
- MusicBrainz: 712c2bea-72b3-4ee0-918a-d5757b7b36be
- Nationale Bibliotheek van Tsjechië: xx0115741
- Virtual International Authority File: 316786692
- WorldCat: E39PCjr3qwmTwjgPRptTftb7xP